# Gianluca Susta
Gianluca Susta (né le 10 avril 1956 à Biella) est une personnalité politique italienne, membre du Parti démocrate et ancien membre de Choix civique pour l'Italie.

## Biographie
Ancien député européen, Gianluca Susta devient sénateur sur une liste Avec Monti pour l'Italie en février 2013. En mai 2006, il succède à Pier Luigi Bersani, devenu ministre, au Parlement européen. À titre individuel, il membre du Parti démocrate européen.
Pour les élections européennes de 2014, il est tête de liste de Choix européen dans l'Italie du Nord-Est.